# Liste des maires de Puget-Ville
La liste des maires de Puget-Ville est connue depuis 1790.

## Liste des maires

### Entre 1790 et 1944
| Période                                  | Période | Identité                 | Étiquette   | Qualité                                                       |
| ---------------------------------------- | ------- | ------------------------ | ----------- | ------------------------------------------------------------- |
| Les données manquantes sont à compléter. |         |                          |             |                                                               |
| 1790                                     | 1798    | Jean Rossolin            |             |                                                               |
| 1798                                     | 1799    | Pierre Audibert          |             |                                                               |
| 1799                                     | 1802    | Jean Martin              |             |                                                               |
| 1802                                     | 1807    | Magloire Martin          |             |                                                               |
| 1807                                     | 1810    | Sidoine Audibert         |             |                                                               |
| 1810                                     | 1812    | Jean Agarrat             |             |                                                               |
| 1812                                     | 1821    | Joseph Long              |             |                                                               |
| 1821                                     | 1830    | Maurice Pessonneaux      |             |                                                               |
| 1830                                     | 1837    | Joseph Roland            |             |                                                               |
| 1837                                     | 1843    | Jacques Audibert         |             |                                                               |
| 1843                                     | 1848    | Joseph Astraud           |             |                                                               |
| 1848                                     | 1860    | Joseph Pessonneaux       |             |                                                               |
| 1860                                     | 1871    | Pierre Morel             |             |                                                               |
| 1871                                     | 1881    | Henri Gregoire           |             |                                                               |
| 1881                                     | 1885    | Auguste Théophile Martin | Républicain | Conseiller général du canton de Cuers (1877 → 1883)           |
| 1885                                     | 1888    | Jean Gasquet             |             |                                                               |
| 1888                                     | 1896    | Louis Verse              |             |                                                               |
| 1896                                     | 1900    | Louis Boyer              |             |                                                               |
| 1900                                     | 1908    | Paul Hugues              |             |                                                               |
| 1908                                     | 1918    | Paulin Salle             |             |                                                               |
| 1918                                     | 1922    | Auguste Gamonet          |             |                                                               |
| 1922                                     | 1929    | Charles Cabus            |             |                                                               |
| 1929                                     | 1935    | Paul Gueit               |             |                                                               |
| 1935                                     | 1940    | Charles Ravel            | PCF         | Artisan charron                                               |
| 1940                                     | 1944    | Auguste Toucas           |             | Président de la délégation municipale sous le régime de Vichy |

### Depuis 1944
Depuis la Libération, sept maires se sont succédé à la tête de la commune.
| Période   | Période   | Identité         | Étiquette | Qualité                                                             |
| --------- | --------- | ---------------- | --------- | ------------------------------------------------------------------- |
| 1944      | 1947      | Charles Ravel    | PCF       | Artisan charron                                                     |
| 1947      | 1952      | Georges Hugues   |           |                                                                     |
| 1952      | 1970      | Auguste Toucas   |           |                                                                     |
| 1970      | 1982      | Gilbert Deprat   |           |                                                                     |
| 1982      | mars 1989 | Pierre Brunet    |           |                                                                     |
| mars 1989 | 1990      | Max Bastide      | PCF       |                                                                     |
| 1990      | juin 1995 | Pierre Brunet    |           |                                                                     |
| juin 1995 | mars 2014 | Max Bastide      | PCF       | Retraité 1er vice-président de la CC Cœur du Var (? → 2014)         |
| mars 2014 | en cours  | Catherine Altare | DVD       | Salariée agricole 2e vice-présidente de la CC Cœur du Var (2014 → ) |

## Conseil municipal actuel
Lors du premier et unique tour des élections municipales de 2014, la liste de Catherine Altare a obtenu 21 sièges (3 au conseil communautaire) tandis que celle de Raymond Perelli en remporte 6 (1 au conseil communautaire).

## Résultats des dernières élections municipales

### Élection municipale de 2014
|                | Catherine Altare | DVD            | 1 119 | 57,09  | 21 | 3 |  |  |
|                | Raymond Perelli  | DVG            | 841   | 42,90  | 6  | 1 |  |  |
|                |                  |                |       |        |    |   |  |  |
| Inscrits       | Inscrits         | Inscrits       | 2 830 | 100,00 |    |   |  |  |
| Abstentions    | Abstentions      | Abstentions    | 790   | 27,92  |    |   |  |  |
| Votants        | Votants          | Votants        | 2 040 | 72,08  |    |   |  |  |
| Blancs et nuls | Blancs et nuls   | Blancs et nuls | 80    | 3,92   |    |   |  |  |
| Exprimés       | Exprimés         | Exprimés       | 1 960 | 96,08  |    |   |  |  |

### Élection municipale de 2008
Max Bastide (DVG) est réélu maire de la commune.

## Pour approfondir